# Pultenaea blakelyi
Pultenaea blakelyi är en ärtväxtart som beskrevs av J.Thompson. Pultenaea blakelyi ingår i släktet Pultenaea och familjen ärtväxter. Inga underarter finns listade i Catalogue of Life.